# Reinhard Langer
Reinhard Langer es un deportista alemán que compitió para la RFA en taekwondo. Ganó cinco medallas en el Campeonato Europeo de Taekwondo entre los años 1978 y 1988.

## Palmarés internacional
| Campeonato Europeo | Campeonato Europeo     | Campeonato Europeo | Campeonato Europeo |
| Año                | Lugar                  | Medalla            | Categoría          |
| ------------------ | ---------------------- | ------------------ | ------------------ |
| 1978               | Múnich (RFA)           | Medalla de bronce  | –48 kg             |
| 1980               | Copenhague (Dinamarca) | Medalla de oro     | –48 kg             |
| 1982               | Roma (Italia)          | Medalla de oro     | –52 kg             |
| 1984               | Stuttgart (RFA)        | Medalla de oro     | –52 kg             |
| 1988               | Ankara (Turquía)       | Medalla de plata   | –54 kg             |